# Зец од жада
Зец од жада (кин: 玉兔) или Јуту је роботизовани месечев ровер, који је био део кинеске мисије Чанг Е-3.
Његовим лансирањем, Кина је постала трећа земља у историји која је остварила меко слетање на Месец, након САД и СССР-а. Ово је било прво спуштање неке сонде на Месец након 37 година.

## Мисија
Сонда која је понела Зеца од жада, лансирана је са Земље 1. децембра 2013. а на месечеву површину је ступила 14. децембра. Место слетања је Залив дуге (лат. Sinus Iridum). Наредног дана, Зец од жада се одвојио од лендера и започео своју мисију.
Услед квара, ровер је престао да буде покретан почетком 2014. међутим наставио је да шаље податке све до 2016. када је у потпуности престао да ради. Током мисије, ровер је прешао 114 метара.
Током 2018. ултраљубичасти телескоп на лендеру је још увек био активан.

## Карактеристике ровера
Јуту је био шестоточкаш опремљен са два соларна панела и радиоизотопском грејном јединицом која је користила плутонијум-238. Имао је могућност преноса видеозаписа у реалном времену, као и могућност да извршава релативно просте анализе месечевог тла. Услед напајања путем соларних панела, ровер је био активан само током дана, док би током ноћи прелазио у режим спавања. Јуту је такође био опремљен георадаром, помоћу кога је извршио радарска снимања испод месечеве површине.

## Име
Ровер је назван "Зец од жада" (кин: 玉兔) по кинеској легенди о зецу који живи на Месецу.